# Légendes au sujet des Templiers
Cet article traite des légendes et des théories qui se sont développées après la disparition de l'ordre du Temple. Pour plus de détails sur l'aspect strictement historique voir l'article Ordre du Temple

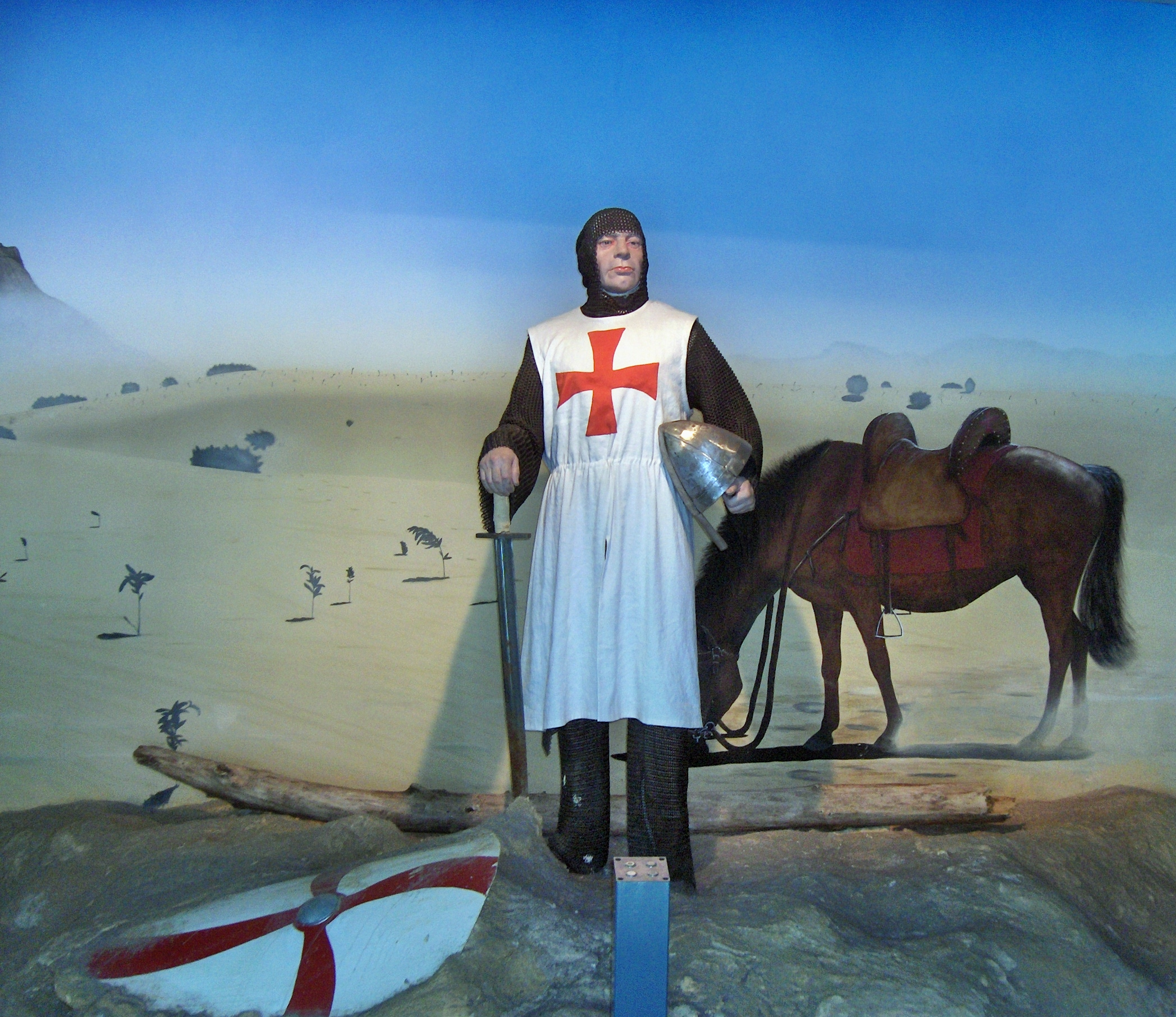
Représentation d'un templier.

La fin de l'ordre du Temple (1307-1314) a provoqué l'apparition de nombreuses légendes au sujet des Templiers. Ces légendes sont apparues essentiellement à partir du XVIIIe siècle, en particulier dans les milieux maçonniques, qui vont voir en eux le maillon avec les bâtisseurs mythiques du temple de Salomon.
Ces légendes se sont développées et portent généralement sur la survivance secrète de l'ordre et la nature d'un mystérieux trésor, source de leur richesse et de leur puissance, ce trésor étant souvent lié à la légende du Graal.
Ces légendes sont très répandues dans la littérature ésotérique, qu'il s'agisse de fictions ou de spéculations, et ont récemment connu un regain d'intérêt en raison de livres à succès comme le Da Vinci Code, de films comme Benjamin Gates et le Trésor des Templiers ou de jeux vidéo comme la saga Assassin’s Creed. Également, un des protagonistes du Pendule de Foucault de Umberto Eco fait remarquer que « les Templiers y sont toujours pour quelque chose. »

## Les origines des légendes
Un certain nombre d'aspects de l'histoire de l'Ordre du Temple sont à l'origine des nombreuses légendes apparues à son sujet :
- la puissance, la richesse et l'influence de l'ordre (ouvrage Historia rerum in partibus transmarinis gestarum de l'historien et archevêque Guillaume de Tyr rédigé à partir de 1167) ;
- sa fin tragique et soudaine ;
- les accusations d'hérésie, d'idolâtrie et de sodomie portées lors du procès, et « confirmées » par les aveux obtenus sous la torture.

## Avant leXVIIIesiècle
Entre la chute des Templiers et le XVIIIe siècle, se développent 2 idées assez contradictoires : celle de l'innocence de l'Ordre vis-à-vis des accusations qui avaient été portées contre lui et « confirmées » par les aveux obtenus sous la torture (par exemple dans l'Histoire de l'ordre militaire des Templiers  de l'archiviste et bibliothécaire Pierre Dupuy (1582-1651)), et celle d'un ésotérisme templier (idée dont on trouve la trace dans le De occulta philosophia (1531) du médecin alchimiste Cornélius Agrippa).

## La franc-maçonnerie templière auXVIIIesiècle
Les premières loges maçonniques apparaissent tout à la fin du XVIe siècle en Écosse puis en Angleterre (voir les Statuts Schaw), et se répandent en Europe dans la première moitié du XVIIIe siècle. Elles se réclament d'une origine ancienne, remontant aux origines supposées des « loges opératives » (c'est-à-dire de véritables artisans maçons), ainsi qu'aux origines de l'art de bâtir lui-même et donc, dans un environnement profondément marqué par le christianisme, au mythe biblique de la construction du temple de Salomon.
Vers 1725, apparaît à Londres le troisième grade de la franc-maçonnerie. Sa légende fait de l'artisan bronzier Hiram, mentionné dans la Bible, l'architecte de ce chantier. En 1736, dans son fameux discours, le chevalier de Ramsay (1686-1743) rattache la franc-maçonnerie aux croisés, et plus spécifiquement aux chevaliers de Saint-Jean de Jérusalem, mais pas aux Templiers.
Dans les années 1740 apparaissent en France de très nombreux nouveaux grades maçonniques, nommés hauts grades maçonniques. L'un des plus anciens d'entre eux, dénommé « Chevalier d'Orient et de l'Épée », développe sa légende symbolique propre sur le thème de la reconstruction du Temple de Jérusalem au retour de la captivité de Babylone. Il fait des chefs hébreux de cette époque des chevaliers-maçons, qui arborent dans l'iconographie symbolique du grade la truelle du maçon dans une main et l'épée du chevalier dans l'autre, en référence au passage de la Bible Ne 4:13-23. Ce grade connut un grand succès en France puisqu'il y eut dans les années 1750 plusieurs loges de « Chevaliers d'Orient » dans la seule ville de Paris et qu'il devint le grade terminal de plusieurs systèmes maçonniques dans les années 1760. La légende de ce grade n'évoque cependant pas les chevaliers de l'ordre du Temple, mais seulement des chevaliers-maçons qui reconstruisent le Temple de Jérusalem.
Dans cette première moitié du XVIIIe siècle, apparaissent par ailleurs en Allemagne des cercles alchimistes, sous le nom générique de Rose-Croix d'Or, et reliés entre eux par une doctrine assez floue, plus ou moins inspirée des mystérieux manifestes Rose-Croix du siècle précédent (1614 et 1615). Sans être à proprement parler maçonniques, ces conventicules sont en relation avec les loges.
C'est probablement dans ces milieux qu'apparaît l'idée de l'origine templière de la franc-maçonnerie, reliant la chevalerie de Ramsay à la légende du Temple d'Hiram,. C'est là aussi qu'apparaît la légende d'un conseil suprême de Supérieurs Inconnus des Rose-Croix, ne comprenant que 9 membres, idée qui sera reprise dans la légende templière. Elle s'est propagée dans les milieux maçonniques allemands et protestants, alors que le pape Clément XII s'était élevé contre la franc-maçonnerie dans la bulle In eminenti apostolatus specula (1738).
En 1750, le premier grade initiatique templier attesté apparaît dans des loges de Poitiers et Quimper, sous le nom de Sublime Chevalier Élu. Il s'inscrit dans la famille des grades de vengeance, dit aussi d'Élu (Élu des IX et Élu des XV, voir l'article REAA), qui révèlent au frère initié qu'Hiram a été vengé par les autres maîtres du chantier du temple de Salomon. Dans la légende des cahiers de Quimper et de Poitiers, Molay est associé à Hiram, sa mort étant aussi injuste que celle de l'architecte de Salomon. Les templiers ayant survécu au massacre se seraient réfugiés dans les montagnes d'Écosse, et se seraient cachés sous les insignes de la franc-maçonnerie ; c'est la première version connue d'une association entre Templiers et francs-maçons.
Un manuscrit des environs de 1760 trouvé à Strasbourg, intitulé Deuxième Section, de la Maçonnerie parmi les Chrétiens, relie templiers, Rose-Croix et francs-maçons dans une tradition immémoriale d'une société secrète, hermétiste et occultiste,. Ce texte complète la retraite templière en Écosse où Beaujeu, neveu de Jacques de Molay, aurait restitué l'Ordre du Temple. Les Grands Maîtres secrets, Supérieurs Inconnus, se seraient succédé depuis ce temps-là. Un autre manuscrit, hongrois, les associe en 1761 aux Argonautes de l'Antiquité.
Mais c'est surtout la Stricte Observance Templière du baron von Hund (1722-1776) qui, à partir de 1750, va populariser l'idée au sein de la franc-maçonnerie, ainsi que dans les hauts grades maçonniques. Une nouvelle légende prend forme, en partie basée sur la Deuxième Section, en partie remodelée :

« Après la catastrophe, le Grand Maître provincial d'Auvergne, Pierre d'Aumont, s'enfuit avec deux commandeurs et cinq chevaliers. Pour n'être pas reconnu, ils se déguisèrent en ouvriers maçons et se réfugièrent dans une île écossaise où ils trouvèrent le grand commandeur Georges de Harris et plusieurs autres frères, avec lesquels ils résolurent de continuer l'Ordre. Le jour de la Saint-Jean 1313, ils tinrent un chapitre dans lequel Aumont, premier du nom, fut nommé Grand Maître. Pour se soustraire aux persécutions, ils empruntèrent des symboles pris dans l'art de la maçonnerie et se dénommèrent Francs-Maçons. [...] En 1631, le Grand Maître du Temple transporta son siège à Aberdeen et par la suite l'Ordre se répandit, sous le voile de la franc-maçonnerie, en Italie, en Allemagne, en Espagne et ailleurs. »

Cette légende permet de relier les Templiers avec les origines écossaises de la franc-maçonnerie. La branche française, le Rite écossais rectifié, est fondée en 1778 à Lyon par Jean-Baptiste Willermoz, qui reprend la légende dans le discours inaugural des Chevaliers Bienfaisants de la Cité Sainte :

« Trois de nos ancêtres, possédant le grand secret, trouvèrent le moyen d'échapper aux recherches générales et particulières que l'on fit contre eux. Ils errèrent dans les bois et les montagnes, de royaume en royaume ; enfin ils se retirèrent dans des cavernes proches de Herdown en Écosse où ils vécurent, servis et secourus par les chev.•. de Saint-André du Chardon, les anciens amis et alliés des Templiers. Ces trois templiers firent une nouvelle alliance avec les chev.•. de Saint-André…,. »

Le caractère historique de la filiation templière fut cependant rejeté lors du convent maçonnique de Wilhelmsbad en 1782, pour devenir « symbolique » et « spirituel » au sein du Rite écossais rectifié :

« Après plusieurs recherches curieuses sur l’histoire de l’ordre des Templiers, dont on dérive celui des maçons, qui ont été produites, examinées et comparées dans nos conférences, nous nous sommes convaincus qu’elles ne présentaient que des traditions et des probabilités sans titre authentique, qui puisse mériter toute notre confiance, et que nous n'étions pas autorisés suffisamment à nous dire les vrais et légitimes successeurs des T[empliers], que d’ailleurs la prudence voulait que nous quittions un nom qui ferait soupçonner le projet de vouloir restaurer un ordre proscrit par le concours de deux puissances, et que nous abandonnions une forme qui ne cadrerait plus aux mœurs et aux besoins du siècle. »

Dès lors, les groupes « néo-templiers » se développeront en marge de la franc-maçonnerie.

## LeXIXesiècle

### Les néotempliers auXIXesiècle
En 1804, Bernard-Raymond Fabré-Palaprat devient grand maître de la loge maçonnique parisienne des Chevaliers de la Croix, affiliée au Grand Orient de France, en remplacement du docteur Jacques-Philippe Ledru, qui prétend avoir reçu les pouvoirs du dernier grand maître secret de l'Ordre du Temple, le duc Louis Hercule Timoléon de Cossé-Brissac. L'ordre attire des personnalités comme le duc de Choiseul-Stainville, et Fabré-Palaprat se revendique comme le successeur de Jacques de Molay, produisant un manuscrit latin daté de 1324, la Carta Transmissionis (ou charte Larménius du nom du premier successeur de Molay), qui porte les signatures des grands maîtres depuis la chute de l'Ordre, liste qui comprend entre autres, Bertrand Du Guesclin, Bernard VII d'Armagnac, le connétable Henri Ier de Montmorency, et le régent Philippe d'Orléans. Il s'agit d'un faux.

### Le Baphomet

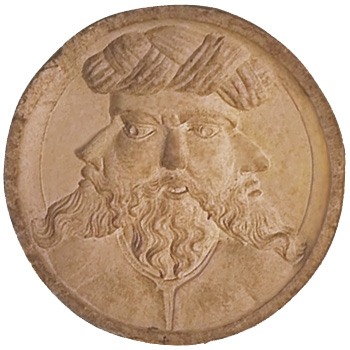
Clé de voûte du XVI, dans la forteresse de Tomar au Portugal, interprétée comme une représentation possible de Baphomet.

Le Baphomet désigne une idole qui aurait été adorée par les Templiers.
Un frère occitan de Montpezat, Gaucerant, avoua avoir adoré une « figura Baffometi » (« image bafométique »). Le terme « Baphomet » n'a jamais été prononcé par les accusateurs ni par les Templiers, mais seulement sous sa forme adjectivale « baphométique » ou « bafométique ».
C'est l'éditeur et écrivain allemand Friedrich Nicolai dans son Versuch über die Beschuldigungen welche dem Templeorden gemacht worden (Essai sur les accusations intentées aux Templiers, et sur le secret de cet ordre en 1782) qui utilise le premier le mot Bafomet, qu'il associe au Dieu suprême des gnostiques manichéens, et qui le premier avance que les Templiers avaient une doctrine secrète que leur auraient transmis les Sarrasins, et un système initiatique à plusieurs grades. La légende prend de l'ampleur avec le pamphlet Mysterium Baphometi revelatum (1819) de l'orientaliste autrichien, par ailleurs catholique conservateur[réf. nécessaire], Joseph von Hammer-Purgstall, qui fait des Templiers des gnostiques, des ophites, des apostats et des idôlatres. Antoine-Isaac Silvestre de Sacy et François-Juste-Marie Raynouard s'opposent à Hammer-Purgstall en affirmant qu'il s'agit simplement d'une déformation en occitan de Mahomet, qu'on trouve par exemple dans le poème de croisade Ira et dolor de 1265 d'Olivier le Templier « E Bafomet obra de son poder » (« Et Mahomet fait briller sa puissance »)[réf. souhaitée]. Pour Silvestre de Sacy, le Baphomet est en fait un reliquaire (1818). Cette idée sera reprise par Hammer-Purgstall en 1832 dans son Mémoire sur les deux coffrets gnostiques du cabinet de Mgr le duc de Blacas et Prosper Mignard dans sa Monographie du coffret de M. le duc de Blacas (1852), et Suite de la Monographie du Coffret de M. le duc de Blacas, ou preuves du Manichéisme dans l'Ordre du Temple (1853) (le duc de Blacas était un ami de Joseph de Maistre et une des figures du parti ultraroyaliste).
L'idée d'un ésotérisme templier est popularisée en Allemagne par le philosophe romantique et antirationaliste Friedrich Schlegel (1772-1829) dans son Histoire de la littérature ancienne et moderne,.

### La bataille de Bannockburn
En 1843 est publié en Écosse un pamphlet anonyme intitulé « Statutes of the Religious and Military Order of the Temple, as Established in Scotland: With an Historical Notice of the Order », dans lequel il est raconté que les templiers d'Écosse auraient participé de façon décisive à la bataille de Bannockburn le 24 juin 1314, trois mois après l'exécution de Jacques de Molay. En récompense Robert Bruce les aurait protégés en les intégrant à un nouvel ordre secret, les francs-maçons. Aucune chronique de l'époque ne mentionne ce fait, et il s'agirait d'une « forgerie » maçonnique du XIXe siècle,. Cette hypothèse est également démentie par l'historien écossais Robert Cooper dans un ouvrage paru en 2011.

### La règle secrète de l'ordre: le document de Hambourg
L'idée qu'au Moyen Âge, les Templiers auraient formé une alliance avec les cathares, les vaudois et d'autres hérétiques manichéens culmina en 1877 avec la publication de la dernière grande forgerie de la maçonnerie templière.
Un érudit allemand, Theodor Merzdorf, publia alors une règle secrète de l'ordre qu'il aurait retrouvée des archives de la Grande Loge de Hambourg. L'évêque luthérien et franc-maçon danois Friedrich Münter (1761-1808) aurait découvert et recopié en 1780, dans les archives du Vatican, un manuscrit latin daté de 1240, signé de Robert de Samfort et présentant « le livre du Baptême du Feu ou des Statuts secrets rédigés pour les Frères par le Maître Roncelinus » et « la liste de Signes Secrets que Maître Roncelinus a réunis ». Partner note que si jusqu'alors les fictions templières avaient été inventées pour renforcer les rituels et degrés maçonniques, celle de Merzdorf vise un public plus large que les cercles maçonniques, et a un but littéraire,,.

## LeXXesiècle

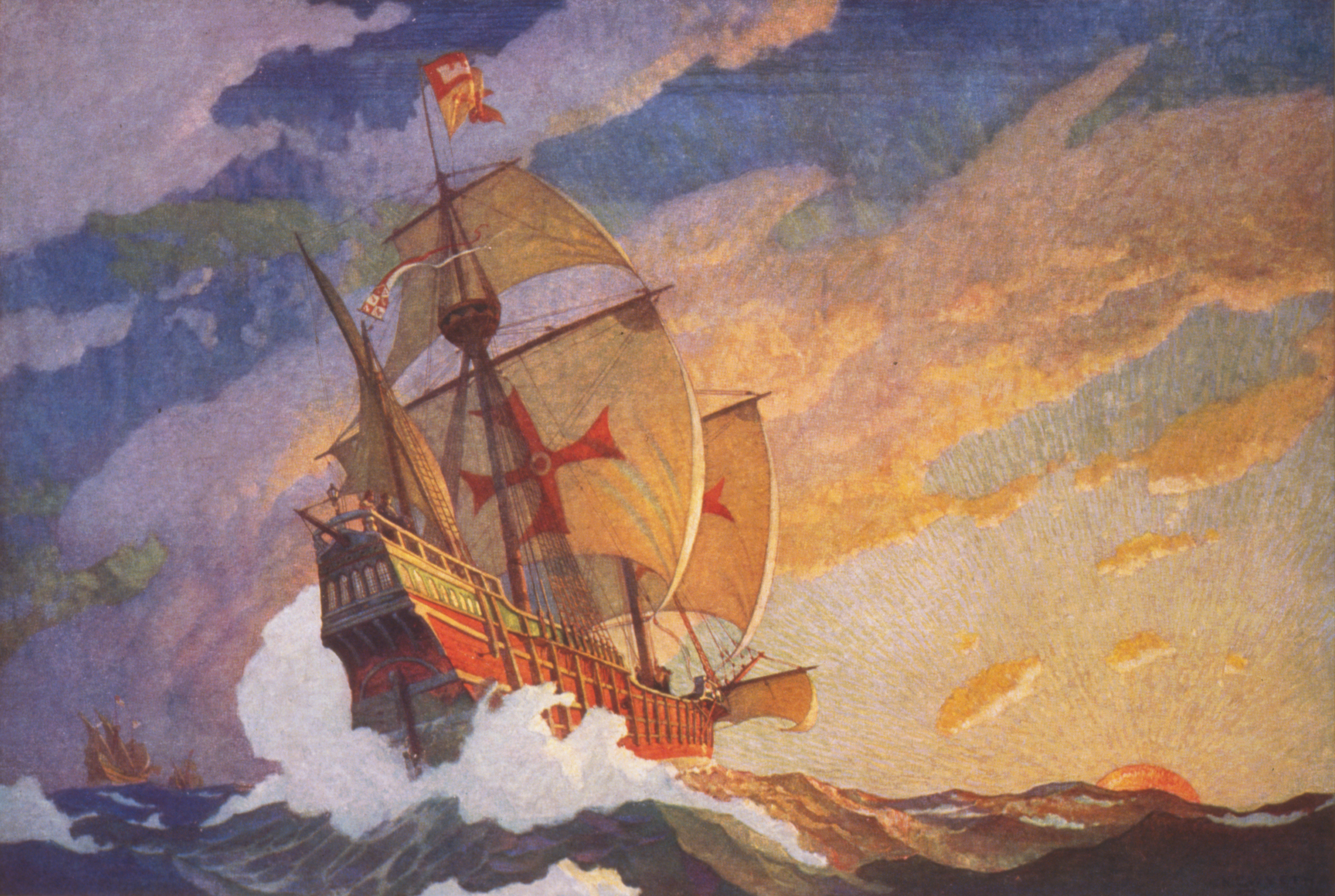
Les voiles des navires de Christophe Colomb lors de sa traversée de l'Atlantique en 1492, portent la croix de l’ordre de Calatrava assimilée par des récits légendaires à la croix rouge des Templiers. Selon ces récits, ils auraient rapporté d'énormes quantités d'or et d'argent de l'Amérique bien avant les grandes découvertes et y auraient emporté leur trésor après la fin de l'ordre.

Certaines théories font état de la découverte précolombienne du continent américain par les Templiers.
- Selon l'essayiste Jacques de Mahieu[35], la richesse des Templiers serait issue de mines d'or et d'argent d'Amérique, qu'ils auraient donc découvertes bien avant 1308. Le port de La Rochelle aurait servi de base à ses expéditions[36].
- Selon Robert Lomas, l'importante flotte templière basée à La Rochelle aurait levé l'ancre le 12 octobre 1307, et aurait ainsi échappé à la destruction[37]. Si la destination finale de ces navires est inconnue, plusieurs pays pouvaient offrir un abri : le Portugal, l'Angleterre, l'Espagne, ou encore l'Écosse. Dans l'hypothèse où les Templiers avaient déjà à cette époque découvert le continent américain, celui-ci représentait également un refuge sûr. Un siècle et demi plus tard, William Sinclair fit bâtir à Roslin en Écosse une chapelle particulière car porteuse de nombreux symboles encore mystérieux à notre époque. Entre autres, des gravures d'épis de maïs et de fleurs de cactus aloès sont réalisées, alors que ces plantes ne poussent que sur le continent américain, et qu'elles sont parfaitement inconnues à l'époque en Europe. Ceci appuierait l'hypothèse d'un accostage des navires templiers sur les côtes du continent américain, puis d'un retour en Écosse ultérieur, non daté mais pour le moins antérieur à 1441, début des travaux de construction de la chapelle[38].

## La malédiction des Templiers

### Les textes contemporains
Le dernier maître de l'ordre du Temple, Jacques de Molay, aurait maudit ses accusateurs sur le bûcher de l'île aux Juifs à Paris, le 11 mars 1314. D'après le chroniqueur Geoffroi de Paris, sa déclaration aurait été : « Seigneurs, au moins laissez-moi joindre un peu mes mains et vers Dieu faire mes prières, car c'en est le temps et saison : je vois ici mon jugement… Dieu sait qui a tort et a péché : et le malheur s'abattra bientôt sur ceux qui nous condamnent à tort. Dieu vengera notre mort ! Seigneurs, sachez qu'en vérité tous ceux qui nous sont contraires, par nous auront à souffrir. En cette foi, je veux mourir… »
Ferrero de Ferretis rapporte vers 1330 les dernières paroles d'un templier anonyme, que ce dernier aurait prononcées face au pape durant son procès : « J'en appelle de ton injuste jugement au Dieu vrai et vivant; dans un an et un jour, avec Philippe responsable aussi de cela tu comparaitras pour répondre à mes objections et donner ta défense ». À cette époque déjà, Jacques de Molay n'est plus au centre de la légende, et il en sera ainsi jusqu'au XVIe siècle : le supplice du dernier Grand Maître semble avoir moins marqué les esprits que les exécutions des autres templiers en 1310.
L'amalgame final est réalisé par Paul Émile, dans le De Rebus Gestis Francorum publié en 1548, du moins est-ce la première version écrite que l'on en connaisse. L'appel au jugement de Dieu devient une véritable malédiction prononcée par Jacques de Molay à l'adresse de Philippe le Bel et de Clément V. Les historiens postérieurs reprendront longtemps ce thème devenu évident, comme François Mézeray (1610-1683), qui dit avoir lu (sans préciser où)[réf. nécessaire] : « … j'ai lu que le Grand Maître n'ayant plus que la langue libre et presque étouffé de fumée, dit à haute voix : “Clément, juge inique et cruel bourreau, je t'ajourne à comparaître, dans quarante jours, devant le tribunal du Souverain Juge.” ».
Cette légende populaire[réf. nécessaire] devint une véritable tradition et elle fut remise à l'honneur par l'écrivain Maurice Druon dans son roman à succès Les Rois maudits (1955-1977), où la malédiction devient : 

« Pape Clément !… Chevalier Guillaume !… Roi Philippe !… Avant un an, je vous cite à paraître au tribunal de Dieu pour y recevoir votre juste jugement ! Maudits ! Maudits ! Maudits ! Tous maudits jusqu'à la treizième génération de vos races ! »

Une version populaire de la légende attribue à la malédiction la mort de Louis XVI,, « mort très exactement treize générations après Philippe le Bel », alors que la treizième génération est celle des enfants de Louis XIV.

### Les derniers capétiens directs
Si l'on suit Colette Beaune, « c'est parce que ceux-ci [les capétiens] étaient considérés comme maudits de leur temps qu'il fallut bien en trouver la raison et quelqu'un pour la dénoncer. ». Les événements qui suivirent de près la mort de Molay ne purent en effet que laisser libre cours aux spéculations les plus diverses.
En effet, le 20 avril 1314, mourut le pape Clément V, probablement d'un cancer des intestins.
Le même mois, le roi ordonne l'arrestation de ses trois brus pour adultère. Il s'agit de Marguerite, Jeanne et Blanche, toutes trois issues de la première maison capétienne de Bourgogne, épouses respectives des futurs Louis X, Philippe V, et Charles IV. La première est reconnue coupable et enfermée à Château-Gaillard, où elle meurt en 1315. Jeanne n'est accusée que de complicité, elle retrouve sa place de reine jusqu'à la mort de son mari en 1322. La troisième termine ses jours en 1326 dans un couvent.
À la suite de cette sombre affaire qui compromet le prestige de la famille royale, le roi décède le 29 novembre 1314 d'un accident de cheval au cours d'une chasse. Ses trois fils n'offrent pas un meilleur tableau. Louis X meurt en 1316 et le règne de son fils Jean Ier est aussi court que sa vie, du 15 au 19 novembre de la même année. Philippe V monte sur le trône, mais décède en 1322, n'ayant eu que des filles (qui sont écartées de la ligne de succession par les légistes royaux, qui invoquent à ce moment une règle de l'ancien droit privé franc, dite « Loi salique », donnant la préférence aux hommes). Le dernier fils de Philippe le Bel, Charles IV, se remarie deux fois après la disgrâce de Blanche, et s'éteint en 1328, ses deux fils étant morts avant lui.
Toutefois, à l'inverse de ce que dit Maurice Druon dans son roman, Guillaume de Nogaret est mort en mars 1313, un an avant la prétendue malédiction.
Mais les contemporains ne firent pas tout de suite le lien avec l'exécution des Templiers, et l'on donna entre autres raisons à cette « malédiction » apparente l'attentat d'Anagni contre Boniface VIII ou encore la tentative de Philippe le Bel d'introduire l'impôt dans le royaume de France.

## Le trésor des Templiers
La richesse de l'ordre du temple était réelle mais essentiellement basée sur la propriété foncière. Des centaines de commanderies, fermes... parsemaient le territoire. L'activité financière des Templiers, comparée au montant des actifs immobiliers, était fort réduite. La deuxième contrainte factuelle provient de la quantité assez réduite d'argent métal disponible au Moyen Âge. 
On sait peu de choses du montant et du devenir du trésor en monnaie du Temple de Paris au moment de l'arrestation des Templiers en 1307 si ce n'est que son montant n'était pas extraordinaire. Selon Ignacio de la Torre, qui a étudié les fluctuations monétaires sous le règne de Philippe le Bel, dont les besoins financiers auraient été une des causes de la chute du temple, il a vraisemblablement été refondu en pièces d'argent plus pures par la monnaie royale.
Lors de son interrogatoire, le templier Jean de Châlons raconte qu'il a entendu dire que le précepteur de France Gérard de Villiers, ayant appris l'imminence de l'arrestation se serait enfui avec cinquante chevaux, et aurait pris la mer avec dix-huit galères, et que Hugues de Châlons, son fils, se serait lui enfui avec le trésor de son oncle Hugues de Pairaud. Selon le récit de Guillaume Clignet à la Chambre des comptes le 31 août 1321, Hugues de Pairaud, aurait confié à Pierre Gaudes, précepteur de la Maison du temple de Dormelles et de Beauvoir, un coffre contenant 1 189 pièces d'or et 5 010 pièces d'argent, coffre remis à un pêcheur de Moret-sur-Loing qui le cacha sous son lit. Lors de l'arrestation des Templiers, le pêcheur confia le coffre au bailli royal de Sens, Guillaume de Hangest, qui confisqua la somme d'argent et la versa directement dans le trésor royal.
Gérard de Sède (écrivain du XXe siècle) fait état d'une hypothétique évacuation du trésor de Paris à l'aide de trois chariots camouflés. Ce convoi aurait pris la direction des ports normands comme Boulogne-sur-Mer, où les Templiers possédaient une flotte de navires commerciaux, afin d'embarquer pour l'Angleterre ou l'Écosse. Ce chemin les aurait fait passer par le château de Gisors (Eure). Les Templiers ont gouverné cette forteresse durant trois années, de 1158 à 1160, ce qui peut laisser penser qu'ils y aient gardé des attaches toutes particulières. Le trésor des Templiers aurait disparu bien avant d'arriver en vue des côtes normandes. 
Des fouilles sont organisées en 1964 par le ministère de la Culture au château de Gisors pour retrouver le trésor des Templiers. Car 18 ans plus tôt, en 1946, le jardinier et gardien du château, Roger Lhomoy, aurait découvert 30 coffres de bois dans une crypte dont il a lui même dessiné les plans précis. Mais le tunnel se serait éboulé. Il va raconter sa découverte a son employeur (le maire du village), qui le licencie, faute de crypte. C'est en 1962 qu'un journaliste, Gérard de Sède, relate cette histoire dans un livre qui fait grand bruit à l'époque : Les Templiers sont parmi nous. Le ministre de la Culture de l'époque André Malraux, grand amateur de ce genre d'histoire, décide de lancer des fouilles, qui n'ont abouti à rien. Les fondations du château ont été hautement déstabilisées par ces recherches.
De nombreux magazines et livres publiés chaque année indiquent les cachettes de ce trésor mythique à Rennes-le-Château, au château d'Arginy, à la commanderie de Tomar, dans la forêt d'Orient, etc. En 1998, la découverte d'un dépôt monétaire dans la commanderie de Payns relance ce mythe.
Les légendes concernant le trésor supposé oublient bien souvent l'incohérence de récits apparus tardivement (alors que l'arrestation elle-même est un des secrets les mieux gardé de l'histoire) et les montants absurdes mis en avant.

## Les Templiers et le Graal
Certaines légendes plus tardives mettent en rapport les Templiers avec le Graal des légendes arthuriennes (écrites aux XIIe et XIIIe siècles, sur des événements censés se dérouler aux Ve et VIe siècles). Ces légendes s'appuient en général sur le roman courtois Parzival de Wolfram von Eschenbach (~1170- ~1220), dans laquelle le Graal, assimilé à une pierre magique, est gardé par des chevaliers templiers. Selon l'historien Thierry Leroy, l'ordre a ainsi servi de « vecteur à la christianisation d'un mythe fondateur de l'idéal chevaleresque : la quête du Graal ».
Reprenant le mythe, Les sœurs lumineuses, roman de Jack Chaboud paru en 2011 chez Terre de Brume, un templier initié à un groupe secret à l'intérieur de l'ordre va découvrir le château du Graal en Terre sainte, où il vivra l'expérience de Lancelot.

## Les Templiers et l'arche d'Alliance

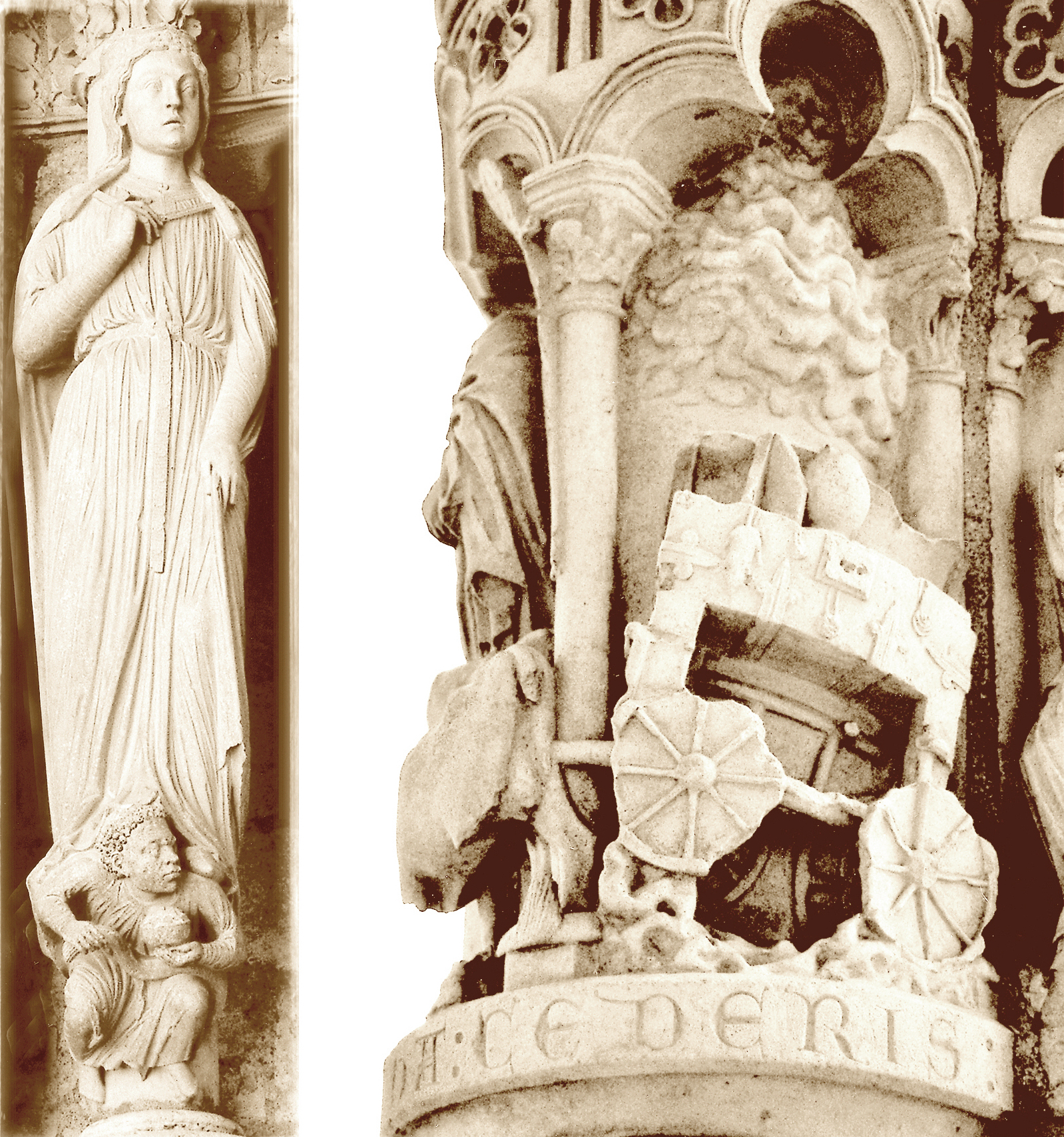
Arche d'alliance représentée sur un pilier du portail nord de la cathédrale de Chartres : le coffre médiéval, posé sur un char à bœufs guidé par un ange, est ouvert sur les Tables de La Loi, le pot de manne, l'huile d'onction et la baguette d'Aaron.

Les Templiers auraient retrouvé l'Arche d'alliance, qui avait alors disparu depuis l'assaut de Jérusalem par les Assyriens, sous le Temple de Jérusalem, où ils avaient établi leur quartier général pendant les croisades. Dans son récit du mont du Temple, le pèlerin du XIIe siècle Theoderich mentionne des tunnels sous le Temple, ce qui a fait naître la légende que les Templiers fouillaient discrètement sous les ruines des écuries de Salomon pour retrouver le trésor du temple, des textes sacrés voire l'arche. Pour les amateurs d'ésotérisme, les Templiers auraient ramené cette arche en Occident et l'auraient ensevelie dans la forêt d'Orient, sous la chapelle de Rosslyn, voire sous la cathédrale de Chartres (cette légende étant mise en circulation depuis la publication en 1966 du livre Les mystères de la cathédrale de Chartres de Louis Charpentier).

## Dans la culture populaire

### Cinéma
- Indiana Jones et la Dernière Croisade (1989)
- Dans Benjamin Gates et le Trésor des Templiers de Jon Turteltaub (2004), le héros incarné par Nicolas Cage cherche le trésor à l'aide d'une carte dessinée derrière la Déclaration d'indépendance américaine. Il finit par le trouver sous Trinity Church, une église de Manhattan à New York.
- Da Vinci Code (film) (2006) adapté du roman de Dan Brown
- La Légende des trois clefs (2007)
- Le Dernier des Templiers (2011)
- Assassin's Creed (film) (2016)

### Télévision
- 2000 : Le fantôme du templier, troisième épisode de la série d'animation Belphégor.
- 2007 : Le secret des templiers, cinquième épisode de la saison 11 de Joséphine, ange gardien.
- 2008 : Secrets d'Histoire : Où est caché le trésor des templiers ?, documentaire-fiction de Jean-Christophe de Revière.
- 2017 : Knightfall, de Don Handfield (en) et de Richard Rayner, est une œuvre de fiction produite pour History qui mélange astucieusement faits ayant existé et romance.

### Livres
- Le Mont des âmes, conte de Gustavo Adolfo Bécquer (1861), présent dans son recueil Leyendas. Il évoque la légende d'un "mont des âmes" près de la ville espagnole de Soria, qui serait hanté par des fantômes de nobles locaux et de templiers.
- Les Rois maudits, suite romanesque historique écrite par Maurice Druon (1955-1977)
- Da Vinci Code thriller de Dan Brown (2003)
- Grimpow, l'élu des Templiers, roman de Rafael Ábalos (2005)
- L'héritage des templiers polar de Steve Berry (2007)
- Rouge Rubis roman fantastique de Kerstin Gier (2009)
- Les autodafeurs de Marine Carteron (2014-2015)
- L'ultime trésor[62] roman arthurien de Joël Pagé (2017)

### Jeux vidéo
Les légendes entourant les Templiers sont également utilisées comme trame dans les jeux vidéo :
- Les Chevaliers de Baphomet (1996) ;
- In Memoriam : le dernier rituel (2006), où l'un des personnages s'intéresse à un trésor découvert puis transmis par les Templiers ;
- Assassin's Creed, série commencée en 2007, où la confrérie des Assassins se bat à travers l'Histoire contre l'ordre des Templiers.

### Bande dessinée
- Keno Don Rosa consacre deux épisodes des aventures de Picsou et sa famille aux templiers :
  - Dans La Couronne des croisés (2001), les personnages cherchent la couronne des rois croisés, qui appartenait autrefois à l'ordre du Temple.
  - Cette couronne fournit des indications nécessaires pour retrouver le trésor des templiers, au centre de Une lettre de la maison (2004).
- Dans la série L'Histoire secrète, le tome 2 Le Château des Djinns, l'Ordre du Temple est présenté comme l'invention de Reka qui s'en sert pour ses desseins.
- La série Le Scorpion de Enrico Marini et Stephen Desberg aborde au cours des tome 4, 5 et 6 la thématique du secret des Templiers à travers leur trésor.

### Wikisource
- Dans La Franc-Maçonnerie, au-delà du secret de Jack Chaboud, paru en 2010 chez Chronique, l'auteur aborde le mythe maçonnique véhiculé dans la Franc-Maçonnerie, en particulier après la création de la Stricte Observance Templière et sa survivance dans le Rite Écossais Rectifié et certaines légendes propres à des Hauts Grades maçonniques.